# ハワイ州の道路一覧
ハワイ州の道路一覧（はわいしゅうのどうろいちらん）はアメリカ合衆国ハワイ州にあるおもな道路のリストを各島毎に記述する。 

## オアフ島
- 州間高速道路ハワイ1号線
- 州間高速道路ハワイ2号線 (en:Interstate H-2)
- 州間高速道路ハワイ3号線 (en:Interstate H-3)
- 州間高速道路ハワイ201号線 (en:Interstate H-201)

- ハワイ州道61号線 (en:Pali Highway)
- ハワイ州道63号線
- ハワイ州道71号線 (en:Kalanianaole Highway)
- ハワイ州道72号線
- ハワイ州道92号線 (Hawaii Route 92：ニミッツ・ハイウェイ Nimitz Highway & アラモアナ大通り Ala Moana Boulevard)
- ハワイ州道99号線

## カウアイ島
- ハワイ州道50号線
- ハワイ州道51号線
- ハワイ州道56号線
- ハワイ州道58号線
- ハワイ州道540号線
- ハワイ州道541号線
- ハワイ州道550号線
- ハワイ州道560号線
- ハワイ州道570号線
- ハワイ州道580号線
- ハワイ州道583号線
- ハワイ州道5600号線 (カパアバイパス)

## ハワイ島
Googleマップ（ハワイ島） などのハワイ島地図も参照のこと。
- アラ・カハカイ国立歴史トレイル
- アリイ通り

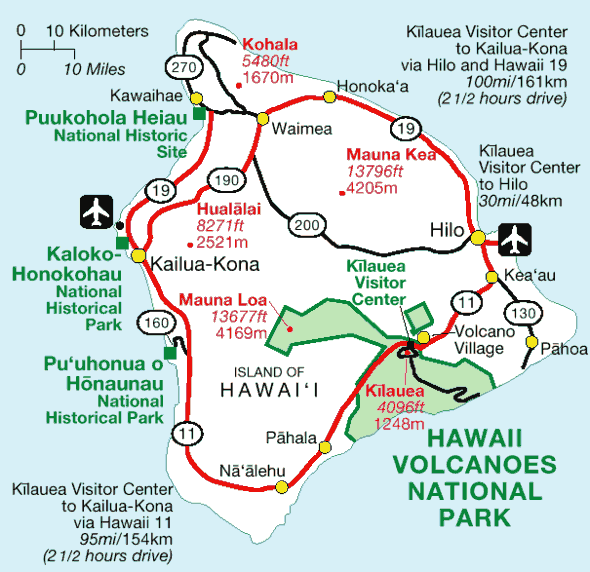
ハワイ島の主要州道。

- クイーン・カアフマヌ道路 (Queen Kaahumanu Highway)
- サウスポイント・ロード (South Point Road)
- チェーン・オブ・クレーターズ・ロード (Chain of Craters Road)
- ハワイ州道11号線
- ハワイ州道19号線
- ハワイ州道130号線 (パホア・ロード Pahoa Road)
- ハワイ州道180号線 (コナコーヒー・ベルト)
- ハワイ州道190号線
- ハワイ州道200号線（サドルロード）
- ハワイ州道240号線
- ハワイ州道250号線 (コハラ・マウンテン・ロード Kohala Mountain Road)
- ハワイ州道270号線 (アコニ・プレ・ハイウェイ Akoni Pule Highway）
- ハワイ・ベルトロード (マーマラホア道路)
- マウナ・ケア・アクセス・ロード (Mauna Kea Access Road)
- マウナケア・トレイル (Mauna Kea Trail)

## マウイ島
- ハワイ州道30号線 - ワイルクから南へ行き、島の西部の南海岸から時計回りに行き、ラハイナを経て、西部の北海岸のホノコハウ渓谷（Honokohau Valley）まで（Honoapiilani Highway）
- ハワイ州道311号線 - プウネネから南海岸まで (Mokulele Highway)
- ハワイ州道310号線 - 中央部の南海岸をケアリア池（Kealia Pond）に添って  (North Kihei Road)
- ハワイ州道31号線 - 311号線と310号線の合流点から南へキヘイを経てワイレア（Wailea）まで (Pilani Highway)
- ハワイ州道37号線 - カフルイ空港から南々東へ（Kula Highway）
- ハワイ州道377号線 - 37号線の東側を南北に（Haleakala Highway）
- ハワイ州道378号線 - ハレアカラ山登山道路（Haleakala Highway）
- ハワイ州道36号線およびハワイ州道36号線 - カフルイ空港からマウイ島東部の北海岸を通り、島の東端のハナ（Hana）まで（Hana Highway）
- ハワイ州道380号線 - カフルイ空港から南西へ、ハワイ州道30号線まで（Kuihelani Highway）

## モロカイ島
- ハワイ州道450号線 - カウナカカイから東へハラワ渓谷（Halawa Valley）まで（Kamehameha V Highway）
- ハワイ州道460号線 - カウナカカイから西へ、モロカイ空港を経てマウナロアまで（Mauna Loa Road）

## ラナイ島
- ハワイ州道430号線
- ハワイ州道440号線